# 피어스 개그넌
피어스 개그넌(Pierce Gagnon, 2005년 7월 25일 ~ )은 미국의 배우이다.

## 출연 작품

### 영화
- 루퍼 (2012)
- 위시 아이 워즈 히어 (2014)
- A Merry Friggin' Christmas (2014)
- 리오 2 (2014) - 애니메이션
- 투모로우랜드 (2015)

### 텔레비전
- 엑스턴트 (2014-15)